# Louis Camille Morel
Pour les articles homonymes, voir Morel.
Louis Camille Morel, né le 16 avril 1829 au Puy-en-Velay (Haute-Loire) et mort le 1er novembre 1902 au Puy-en-Velay, est un homme politique français.

## Biographie
Le père de Louis Camille Morel est médecin au Puy-en-Velay, comme le sont les Morel, de père en fils, depuis deux siècles. Après études secondaires au Puy il part, en 1850, à Paris afin d'étudier la médecine. Il soutient sa thèse, recherches à propos de la transfusion 
du sang, le 16 avril 1855. De retour au Puy Morel ouvre son cabinet en 1859. En 1870 son engagements pour les blessées de la guerre lui vaut l'attribution de la croix de bronze de la Société internationale de secours aux blessés. 
Conseiller municipal du Puy-en-Velay depuis 1865 il devient maire du Puy-en-Velay le 1er janvier 1875. Il est réélu maire en 1878 et en 1881. 
Il est candidat républicain lors des élections législatives du 7 juillet 1878 ; il est élu par 7 446 voix contre 7 043 à pour le comte de Kergorlay. Il est député de la Haute-Loire de 1878 à 1881, siégeant au groupe de la Gauche républicaine. Il est battu en 1881. Le 25 mai 1882 il démissionne de son mandat municipal.
Il poursuit son activité médicale et assume diverses responsabilités : en 1885 il est élu président de la Société agricole et scientifique de Haute-Loire, en 1889 il préside l'association des médecins de la Loire et de la Haute-Loire.

## Décorations
Le 7 février 1878 Louis Camille Morel est nommé chevalier de la Légion d'honneur.
En 1890 il reçoit les palmes d'officier d'Académie et, en 1895, la croix du mérite agricole.

## Sources
- « Louis Camille Morel », dans Adolphe Robert et Gaston Cougny, Dictionnaire des parlementaires français, Edgar Bourloton, 1889-1891 [détail de l’édition]
- « Louis Camille Morel », dans le Dictionnaire des parlementaires français (1889-1940), sous la direction de Jean Jolly, PUF, 1960 [détail de l’édition]